# Doroteu de Constantinoble
Doroteu de Constantinoble va ésser Patriarca de Constantinoble des de l'any 1918 fins a l'any 1921.